# Jean de Boutron
 (août 2025).
 (août 2025).
Jean de Boutron, mort en 1277, est le fils de Guillaume II de Boutron, seigneur de Boutron, et de son épouse Agnès de Sidon.
Après la mort de son père après 1262, il hérite de la seigneurie de Boutron.
Il épouse Lucia Embriaco, fille de Bertrand Embriaco, possessionné dans et aux abords de la seigneurie du Gibelet, mais ils n'ont pas de postérité.
Il meurt en 1277 sans descendance et c'est son cousin Rodolphe de Boutron, fils de Jacques de Boutron, qui lui succède à la tête de la seigneurie familiale.